# Pizzo Ligoncio
Der Pizzo Ligoncio oder Lis d’Arnasca ist mit 3032 m s.l.m. Höhe einer der höchsten Gipfel des westlichen Teils der Bernina-Alpen. Er besitzt eine Prominenz von 506 Metern, Bezugspunkt ist der nördlich gelegene Passo dell’Oro (2526 m). Die Luftliniendistanz zum nächsthöheren Gipfel, dem Pizzo Porcellizzo (3076 m), beträgt etwa 5 km.

## Lage
Der Pizzo Ligoncio ist nach Einteilung der SOIUSA Teil der Bernina-Alpen. Diese erstrecken sich grenzüberschreitend über das Staatsgebiet der Schweiz und Italiens und werden durch das Bergell und Engadin im Norden, das Val Bernina und Val Poschiavo (Puschlav) im Osten, das Valtellina (Veltlin) im Süden und das Valchiavenna im Westen begrenzt. Die Bernina-Alpen werden nach SOIUSA weiter in zwei Übergruppen, vier Gruppen und zwanzig Untergruppen unterteilt. Der Pizzo Ligoncio ist demnach Teil des Bergells (Hauptgruppe), der Cengalo-Gruppe (Gruppe) und des Ligoncio-Sasso Manduin-Grates (Untergruppe).
In nördliche Richtung ragt der Pizzo Ligoncio etwa 1700 m über dem Talboden des Val Codera auf. Nach Osten fällt das Relief etwas sanfter in Richtung Valle dei Bagni ab. Südlich des Gipfels liegt der Talschluss des Valle dei Ratti, ein Trogtal, das zugleich Hauptaufstiegsroute zum Gipfel ist. Nach Westen und Südwesten schließt sich ein nahezu geschlossenes Grat mit Punta Magnaghi (2871 m), Punta Como (2846 m) und Sasso Manduin (2888 m) an.

## Geologie
Die Geologie des Pizzo Ligoncio sowie der näheren Umgebung weist einige Besonderheiten auf. Der Gipfel liegt zentral in einem Gebiet granodioritischer Intrusion, der so genannten Bergell-Intrusion. Daher sind bestimmte Gesteine, insbesondere Granodiorite und Tonalite, vorzufinden. Diese werden auch als Bergell-Pluton bezeichnet. Es handelt sich um Intrusivgesteine, die im Oligozän vor etwa 28–33 Mio. Jahren aus Magma gebildet wurden, wie geochemische Analysen ergeben haben. Die lokale Ausdehnung der Granodiorite wurde auf einer Fläche von 14 × 20 km festgestellt. Das Gebiet wird von Tonaliten eingerahmt, dazwischen liegt eine Übergangszone. Der Südhang des Pizzo Ligoncio wird ungefähr auf Höhe der Schutzhütte Rifugio Volta (2212 m) von dieser Übergangszone durchschnitten. Einige hundert Höhenmeter aufwärts bis zum Gipfel dominieren Granodiorite. Tonalite finden sich einige hundert Höhenmeter unterhalb der Schutzhütte sowie in einem größeren Ausmaß an der gegenüberliegenden Talseite, rund um den Monte Spluga (2845 m). Die Hebung dieser Intrusivgesteine geht auf die Lage des Pizzo Ligoncio zwischen zwei geologischen Störzonen, der Engadin-Störung in Norden bzw. Insubrischen Störung im Süden, zurück. Der Magmaaufstieg begann Schätzungen zur Folge in 30–50 km Tiefe aus dem litosphärischen Mantel in Richtung Erdoberfläche.

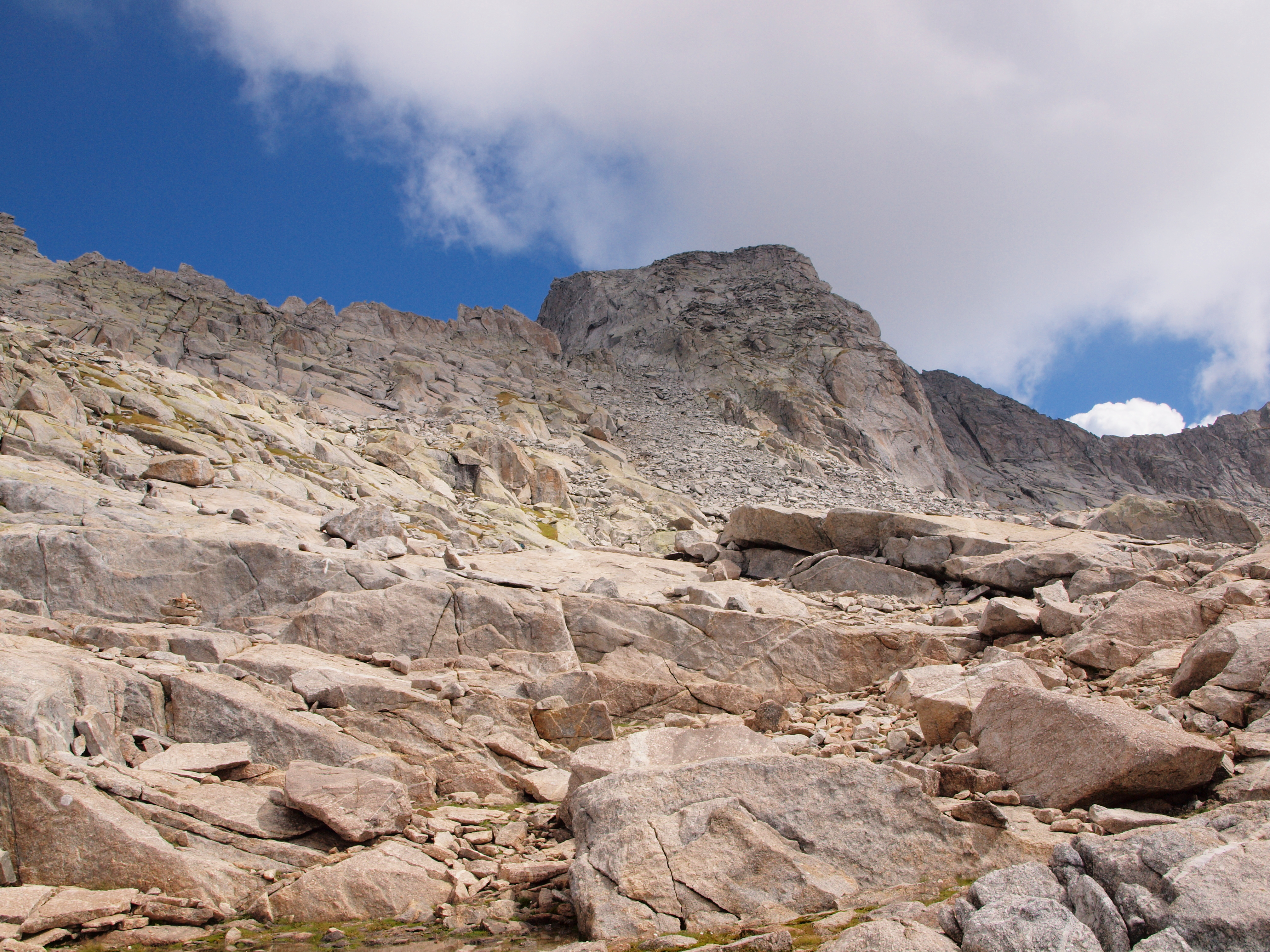
Blick auf den Gipfelaufbau des Pizzo Ligoncio aus Richtung Südwesten mit dominierenden Granodioriten.

## Flora und Fauna
Die gesamte Südflanke des Pizzo Ligoncio in Richtung Valle dei Ratti ist Teil des Natura 2000-Vogelschutzgebietes Valle dei Ratti - Cime di Gaiazzo. Dieses wurde im Jahr 2007 auf einer Fläche von 1363 Hektar eingerichtet und steht unter der Aufsicht des Gemeindeverbunds Comunità montana della Valchiavenna. Es erstreckt sich ausgehend von der Talsohle des Baches Ratti auf 1060 m Höhe bis hinauf zum Gipfel des Pizzo Ligoncio auf 3032 m. Das Vogelschutzgebiet setzt sich aus einer bemerkenswerten Vielfalt an Habitattypen (sog. FFH-Lebensraumtypen) zusammen, darunter Boreo-alpines Grasland auf Silikatsubstraten, Alpine und boreale Heiden, Silikatschutthalden der montanen bis nivalen Stufe, Alpiner Lärchen-Arvenwald, Artenreiche montane Borstgrasrasen oder Silikatfelsen mit Felsspaltenvegetation. Zudem wurden gefährdete oder vom Aussterben bedrohte Tierarten wie das Haselhuhn (Bonasa bonasia), der Baumpieper (Anthus trivialis) oder die Alpenspitzmaus (Sorex alpinus) im Bestand des Schutzgebietes gelistet. Insbesondere das durch traditionelle Beweidung geschaffene Grasland ist durch die Einstellung alpiner Bewirtschaftung von Degradationserscheinungen geprägt, was für einige der dort lebenden Spezies eine Verschlechterung der Standortbedingungen darstellt.